# Haven Coleman
Haven Coleman (29 de marzo de 2006) es una activista climática y medioambiental estadounidense. Es la cofundadora y codirectora ejecutiva de US Youth Climate Strike; la organización sin fines de lucro que se dedica a crear conciencia y exigir acciones sobre la crisis climática, que estableció junto con las activistas juveniles Alexandria Villaseñor e Isra Hirsi. También escribe para el Bulletin of the Atomic Scientists.
Haven Coleman vive en Denver, Colorado. Es estudiante de las Escuelas Públicas de Denver.

## Activismo
Coleman sintió por primera vez la atracción hacia el ecologismo cuando tenía diez años; después de enterarse de que su animal favorito, los perezosos, están disminuyendo debido a la deforestación. Luego hizo cambios significativos en su estilo de vida inspirados en una vida sostenible. Su formación en Climate Reality Project la educó más.
Después de ver el audaz activismo medioambiental de Greta Thunberg y las huelgas climáticas juveniles en Europa, se sintió inspirada a hacer lo mismo. Así, desde enero de 2019, a los 13 años, comenzó a protestar frente a comercios o edificios gubernamentales, como el Capitolio del Estado de Colorado. Todos los viernes se declara en huelga para exigir acción política con respecto a la calidad del aire, la retirada de plantas de carbón, las energías renovables, etc. También envió correos electrónicos a funcionarios electos sobre el tema. Fue intimidada masivamente por sus compañeros en la escuela que pensaban que su marcado activismo era extraño.
Coleman protestaría sola hasta que pudo establecer la huelga climática juvenil de EE. UU. junto con Isra Hirsi y Alexandria Villasenor. Desde entonces, se han llevado a cabo huelgas climáticas en muchos estados de EE. UU. El 15 de marzo, se llevó a cabo una protesta juvenil internacional con más de 120 países involucrados.
Coleman se volvió viral después de hablar con el senador estatal Cory Gardner sobre los contaminadores de carbono en un foro público en el ayuntamiento. Ella le imploró que tomara medidas y se ofreció a organizar un movimiento de base para ayudar, sin embargo, Gardner se negó.
Cuando llegó a los titulares, llamó la atención de Al Gore, quien invitó a Coleman a hablar en la campaña 24 Hours of Reality organizada por The Climate Reality Project.
Coleman está trabajando en Arid Agency, que está orientada a acelerar las campañas de justicia social y ambiental.